# دون بانكس
دون بانكس (بالإنجليزية: Don Banks)‏ هو عازف جاز وملحن أسترالي، ولد في 25 أكتوبر 1923، وتوفي في 5 سبتمبر 1980.

## وصلات خارجية
- دون بانكس على موقع IMDb (الإنجليزية)
- دون بانكس على موقع ألو سيني (الفرنسية)
- دون بانكس على موقع ميوزك برينز (الإنجليزية)
- دون بانكس على موقع أول موفي (الإنجليزية)
- دون بانكس على موقع قاعدة بيانات الأفلام السويدية (السويدية)
- دون بانكس على موقع أول ميوزيك (الإنجليزية)
- دون بانكس على موقع ديسكوغز (الإنجليزية)
- دون بانكس على موقع قاعدة بيانات الفيلم (الإنجليزية)
- دون بانكس على موقع كينوبويسك (الروسية)